# Нова Весь-Велика (Куявсько-Поморське воєводство)
Нова Весь-Велика (пол. Nowa Wieś Wielka, нім. Groß Neudorf) — село в Польщі, у гміні Нова-Весь-Велька Бидґозького повіту Куявсько-Поморського воєводства.
Населення — 2439 осіб (2011).
У 1975-1998 роках село належало до Бидгощського воєводства.

## Демографія
Демографічна структура станом на 31 березня 2011 року:
|          | Загалом | Допрацездатний вік | Працездатний вік | Постпрацездатний вік |
| -------- | ------- | ------------------ | ---------------- | -------------------- |
| Чоловіки | 1175    | 245                | 854              | 76                   |
| Жінки    | 1264    | 258                | 805              | 201                  |
| Разом    | 2439    | 503                | 1659             | 277                  |